# Municipio de Coroneo
El municipio de Coroneo es uno de los 46 municipios del estado mexicano de Guanajuato. La población de Coroneo pasó de 11,691 en 2010, a 11,083 en 2020, lo que corresponde a un decremento del 5.2% de la población en un lapso de diez años , de los cuales 1744 son hombres y 1908 son mujeres. Sus principales actividades económicas son el comercio y el trabajo artesanal de la lana de borrego, así como el cultivo de maíz de temporal.
Fue fundada en el año 1537 por otomíes. Era un centro religioso muy importante de la región. Coroneo significa "lugar entre cerros" en idioma otomí proviene de Corubu-ec que significa "Lugar que se rodea", pues el poblado se encuentra ubicado en la cuna de una loma y es circundado por algunos cerros.
La fiesta anual de Coroneo se celebra los días 22-28 de octubre, esos son los días del Santo Patrón del Pueblo, Santiago Apóstol.

## Gobierno y política
Coroneo es uno de los 46 Municipios Libres pertenecientes al Estado de Guanajuato, cuya Constitución Política establece que:
"ARTÍCULO 106. El Municipio Libre, base de la división territorial del Estado y de su organización política y administrativa, es una Institución de carácter público, constituida por una comunidad de personas, establecida en un territorio delimitado, con personalidad jurídica y patrimonio propio, autónomo en su Gobierno Interior y libre en la administración de su Hacienda."
"ARTÍCULO 107. Los Municipios serán gobernados por un Ayuntamiento. La competencia de los Ayuntamientos se ejercerá en forma exclusiva y no habrá ninguna autoridad intermedia entre los Ayuntamientos y el Gobierno del Estado."
| NOMBRE                         | PERIODO   | PARTIDO |
| ------------------------------ | --------- | ------- |
| Darío Morales Aguilar          | 1940-1941 | PRI     |
| Jesús Pérez Tinajero           | 1942-1943 | PRI     |
| Javier Esquivel Calderón       | 1944-1945 | PRI     |
| Jesús Pérez Tinajero           | 1946      | PRI     |
| Saturnino Esquivel Morales     | 1946-1947 | PRI     |
| Jesús Mendoza                  | 1948-1949 | PRI     |
| Jesús Pérez Tinajero           | 1950-1951 | PRI     |
| Edmundo G. Maya                | 1952-1954 | PRI     |
| Pablo Mondragón                | 1954      | PRI     |
| José María Esquivel Morales    | 1954      | PRI     |
| Pablo Mondragón                | 1955-1957 | PRI     |
| José María Esquivel            | 1958-1960 | PRI     |
| José Velázquez Zepeda          | 1961-1963 | PRI     |
| Jaime Esquivel Calderón        | 1964-1966 | PRI     |
| José Ríos Camargo              | 1967-1969 | PRI     |
| José Velázquez Zepeda          | 1970-1972 | PRI     |
| Fortino Galán Morales          | 1973      | PRI     |
| Manuel Ruíz Retana             | 1974-1976 | PRI     |
| José Luis López Pérez          | 1977-1979 | PRI     |
| Carlos Ríos Lara               | 1980-1982 | PRI     |
| Jorge Ramos Martínez           | 1983-1985 | PRI     |
| José Sergio Ríos Lara          | 1986-1988 | PRI     |
| J. Guadalupe Estrella Arias    | 1989-1991 | PRI     |
| Octavio Pérez Gutiérrez        | 1992-1994 | PRI     |
| Gonzalo Ramos González         | 1995-1997 | PRD     |
| Jorge Ignacio Tapia Santamaría | 1998-2000 | PRD     |
| José Cruz Martínez Martínez    | 2000-2003 | PRD     |
| José Enrique Velázquez Pérez   | 2003-2006 | PAN     |
| Carlos López Ruíz              | 2006-2009 | PAN     |
| José Enrique Velázquez Pérez   | 2009-2012 | PAN     |
| Tarcicio Granados Mendoza      | 2012-2015 | PAN     |
| Israel Morales Bermúdez        | 2015-2018 | PRI     |
| Araceli Pérez Granados         | 2018-2021 | PAN     |

## Demografía

### Localidades
En el censo de 2020 el municipio de Coroneo contaba con 26 localidades.
| Código INEGI    | Localidad             | Población (2020) |
| --------------- | --------------------- | ---------------- |
| 110100001       | Coroneo               | 3 913            |
| 110100006       | Cerro Colorado        | 784              |
| 110100021       | El Sauz de Cebolletas | 677              |
| 110100011       | Piedra Larga          | 662              |
| 110100004       | El Capulín            | 522              |
| 110100009       | La Huerta             | 507              |
| 110100019       | El Puertecito         | 441              |
| 110100014       | La Venta Norte        | 425              |
| 110100002       | Acatlán               | 352              |
| 110100020       | La Purísima           | 318              |
| 110100012       | Salto de León         | 307              |
| 110100016       | Cerro Prieto Oriente  | 288              |
| 110100013       | Santa Cruz            | 284              |
| 110100027       | El Espinazo           | 183              |
| 110100028       | El Lindero            | 179              |
| 110100008       | Cruz del Pastor       | 168              |
| 110100005       | Cebolletas            | 158              |
| 110100025       | Arroyo del Durazno    | 151              |
| 110100003       | Bodo Norte            | 141              |
| 110100010       | La Tortuga            | 131              |
| 110100007       | Cerro Prieto Poniente | 121              |
| 110100015       | El Cerrito            | 98               |
| 110100031       | La Viborilla          | 98               |
| 110100017       | La Presa              | 83               |
| 110100034       | La Venta Sur          | 81               |
| 110100026       | Cerro Prieto Centro   | 11               |
| Total municipal | Total municipal       | 11 083           |

## Actividades económicas
Entre las principales actividades económicas del municipio de Coroneo se encuentra la ganadería. Principalmente de ganado bovino. De esta actividad se derivan también las artesanías y artículos elaborados de la lana, propiciando así la actividad turística. Recientemente se creó un centro recreativo en torno a la presa de Cebolletas, ubicada también en este municipio en el cual se incluyen actividades como la pesca y el rápel.

## Actividades deportivas
Entre las principales actividades deportivas se encuentra el voleibol, basquetbol, fútbol y fútbol rápido. Estos últimos dos más predominantes logrando que se realicen torneos deportivos dos veces al año en distintas categorías (infantil, juvenil, libre, femenil y de veteranos)

## Gastronomía
La gastronomía del municipio está ligada a las fiestas que se celebran en las distintas localidades, cada una de estas vinculadas a prácticas que se van heredando de generación en generación. 

### Platillos tradicionales
Entre los platillos que se pueden encontrar:
- Barbacoa
- Mole
- Corundas (de puerco)
- Lolos (variedad de tlacoyo relleno con migajas y chile rojo o frijol)
- Menudo
- Gallina empulcada
- Pozole poblano

### Bebidas
Pulque, curados, licor de membrillo y rompope.

### Dulces y conservas
Ate de membrillo, duraznos en almíbar.
Chiles güeros en vinagre y nopales en vinagre.